# Werner Schroeter
Werner Schroeter (Georgenthal, na Turíngia, 7 de abril de 1945 - Kassel, 12 de abril de 2010) foi um cineasta alemão. Vencedor de um Urso de Ouro em 1980 pelo filme Palermo oder Wolfsburg, recebeu também a indicação para a Palma de Ouro de Cannes em 1991 por Malina. Em 2010 recebeu o Prêmio Teddy no Festival de Berlim.

## Biografia
Estudou psicologia em Mannheim e teatro  em Munique. Era obcecado pela voz e figura de Maria Callas.
Desde 1972 ele dirigiu teatro e ópera em Berlim, Bochum, Hamburgo, Düsseldorf, Bonn, Paris, Brasil e Itália. E filmes com Rainer Werner Fassbinder, Wim Wenders, Alexander Kluge, Werner Herzog e Volker Schlöndorff.
Em 1960, ele trabalhou com Rosa von Praunheim. Em 1970 conheceu o pintor Reginald Gray que pintou seu retrato.

## Filmografia
- Nuit de chien (2008)
- Deux (2002)
- Die Königin - Marianne Hoppe (2000)
- Poussières d'amour - Abfallprodukte der Liebe (1996)
- Malina (1991)
- Der Rosenkönig (1986)
- Auf der Suche nach der Sonne (1986) (TV)
- De l'Argentine (1986)
- Der lachende Stern (1983)
- Liebeskonzil (1982)
- Tag der Idioten (1981)
- Die Generalprobe (1980)
- Palermo oder Wolfsburg (1980)
- Weiße Reise (1980)
- Nel regno di Napoli (1978)
- Goldflocken (1976)
- Der schwarze Engel (1975)
- Johannas Traum (1975)
- Willow Springs (1973)
- Der Tod der Maria Malibran (1972)
- Macbeth (1971) (TV)
- Salome (1971) (TV)
- Der Bomberpilot (1970) (TV)
- Anglia (1970)
- Eika Katappa (1969)
- Argila (1969)
- Neurasia (1969)
- Nicaragua (1969)
- Aggressionen (1968)
- Callas-Text mit Doppelbeleuchtung (1968)
- Callas Walking Lucia (1968)
- Faces (1968)
- Grotesk - Burlesk - Pittoresk (1968)
- Himmel hoch (1968)
- La morte d'Isotta (1968)
- Maria Callas Porträt (1968)
- Mona Lisa (1968)
- Paula - Je reviens (1968)
- Übungen mit Darstellern (1968)
- Virginia's Death (1968)
- Verona (1967)